# Há um mar que nos separa
Chansons représentant Portugal au Concours Eurovision de la chanson
Quero ser tua
(2014) Amar pelos dois
(2017)
Há um mar que nos separa (en français « Il y a une mer qui nous sépare ») est la chanson de Leonor Andrade qui représente le Portugal au Concours Eurovision de la chanson 2015 à Vienne.
Le 21 mai 2015, lors de la 2e demi-finale, elle termine à la 14e place avec 19 points et par conséquent n'est pas qualifiée pour la finale.